# Abercrombie & Fitch

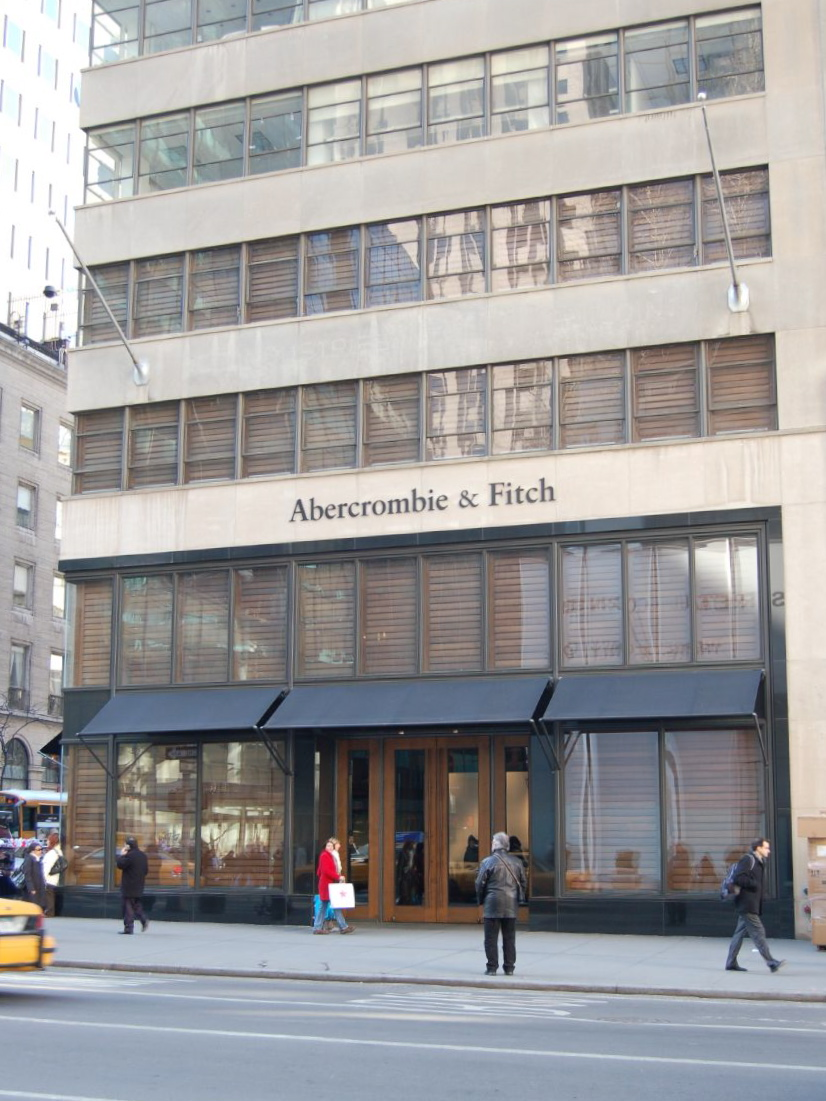
Geschäft an der New Yorker Fifth Avenue

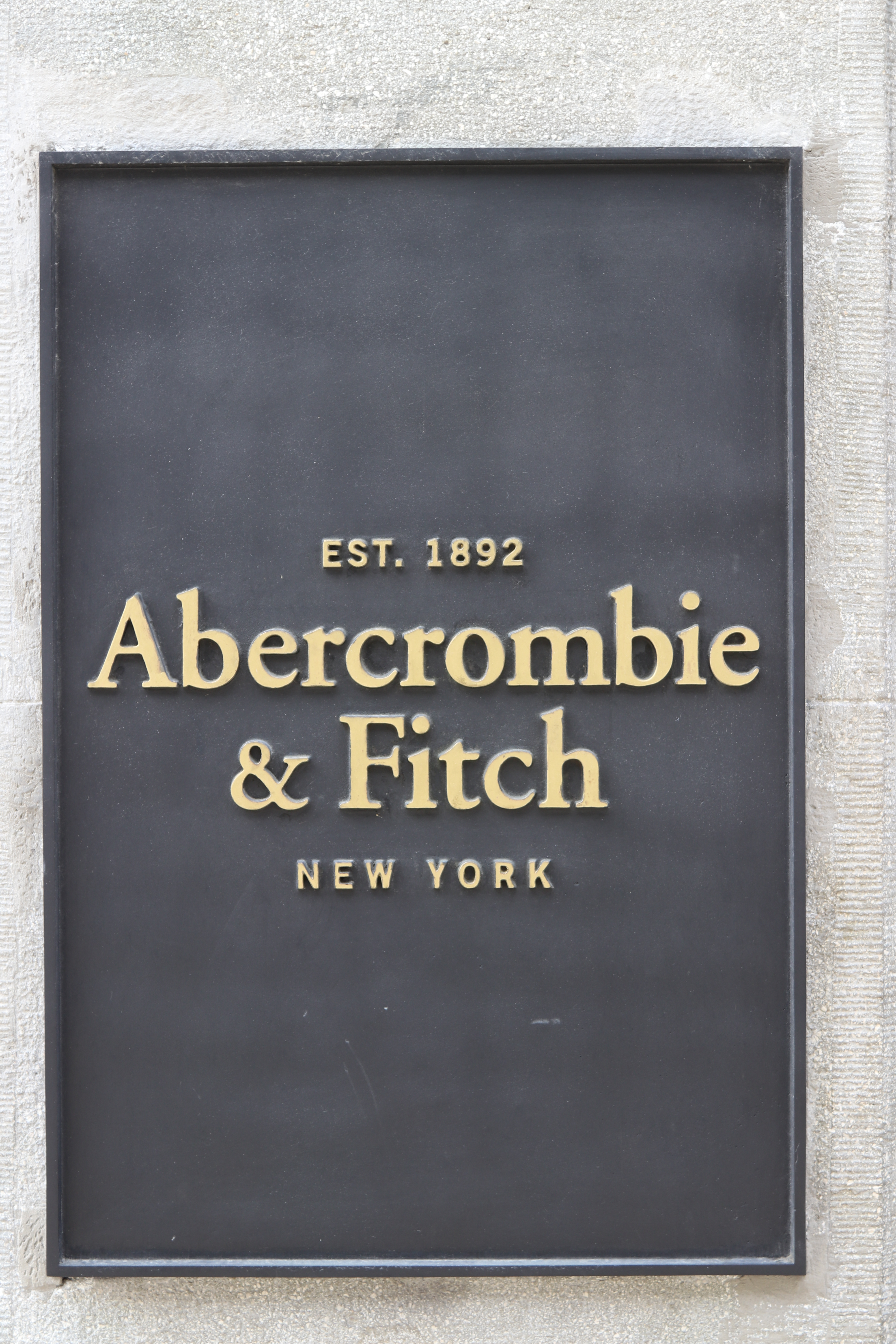
Logo

Abercrombie & Fitch Co. ([æbɝkɻɒmbi ænd fɪʧ], kurz A&F) ist ein US-amerikanisches Modeunternehmen mit Sitz in New Albany (Ohio), zu dem auch die Marken Abercrombie kids und Hollister gehören.

## Geschichte

### Gründung
Am 4. Juni 1892 eröffnete David Abercrombie an der South Street in Downtown Manhattan ein Geschäft für Angelzubehör und gründete damit die Abercrombie Co. Das Originalgeschäft war Elite-Ausrüster für Sport- und Ausflugswaren und für wertige Schrotflinten, Angelruten und Zelte bekannt.

### Umbenennung in Abercrombie & Fitch
Schnell freundete Abercrombie sich mit dem Manager Ezra Fitch an, der in New York City lebte, einer seiner Stammkunden war und stark an den Erfolg des jungen Unternehmens glaubte. Deshalb kaufte Ezra Fitch im Februar 1900 schließlich 49 % der Unternehmensanteile. 1904 wurde das Unternehmen in Abercrombie & Fitch Co. umbenannt. Später gerieten Abercrombie und Fitch in Streit wegen Erweiterungsvisionen seitens Fitch. Ezra Fitch wollte Niederlassungen im ganzen Staat New York eröffnen und das Unternehmen zu einem Fachgeschäft für Campingutensilien ausbauen. Abercrombie wollte sich aber lieber auf den Ausbau des Geschäfts in Manhattan konzentrieren und war gegen die Pläne von Fitch. An dieser Frage scheiterte die Zusammenarbeit der beiden Herren. Abercrombie bot Fitch deshalb seine Anteile zum Kauf an.

### Verkauf an Ezra Fitch
Im September 1907 verkaufte David Abercrombie alle seine Anteile an Ezra Fitch und verließ das Unternehmen. Die Produktpalette wurde in den folgenden Jahrzehnten um Damenbekleidung, Schuhe, Kameras und Gesellschaftsspiele erweitert. In den zwanziger Jahren war Abercrombie & Fitch einer der wichtigsten Importeure des chinesischen Gesellschaftsspiels Mah-Jongg.

### Insolvenz
In den 1950er Jahren wurden weitere Läden in Kalifornien, Florida und New Jersey eröffnet. Im Sommer 1976 musste das Unternehmen Insolvenz anmelden und schloss 1977 seinen Flagshipstore in Manhattan. Ab 1978 war der stillgelegte Firmenname im Besitz von Oshman’s Sporting Goods, die unter dem Namen ein auf Jagdbekleidung spezialisiertes Versandgeschäft betrieben und Läden in Beverly Hills, Dallas und New York eröffneten.

### Modeunternehmen
1988 verkaufte Oshman’s den Firmennamen und seine Tätigkeiten an Limited Brands von Leslie Wexner. Seitdem zielt Abercrombie & Fitch vor allem auf jugendliche Kundschaft. 1996 erfolgte der Börsengang von Abercrombie & Fitch, und Limited Brands trennte sich von allen Unternehmensanteilen. Im Jahr 1992 wurde Michael Jeffries CEO von Abercrombie & Fitch und übernahm 1998 den Posten des Chairman. Im Januar 2014 ersetzte Arthur Martinez ihn als Director, am 9. Dezember 2014 trat Michael Jeffries von seinem Posten als CEO zurück. Im August 2014 kündigte Abercrombie & Fitch an, in Zukunft in Nordamerika bei ihrer Kleidung auf die Verwendung des Logos zu verzichten.
Ab dem 27. Januar 2014 war Arthur Martinez als Non-Executive Chairman tätig und ab Dezember 2014 als Executive Chairman. Am 3. Februar 2018 trat er von dieser Position zurück, als Nachfolger wurde Terry Burman bestimmt.

## Marken und Vertrieb
Zum Unternehmen gehören neben Abercrombie & Fitch auch die Marken Hollister, Gilly Hicks und Abercrombie Kids. Bis Januar 2010 gehörte auch Ruehl No.925 zum Unternehmen. Seit im Jahr 2014 die Gilly-Hicks-Filialen geschlossen wurden, werden diese Produkte in Hollister-Filialen vertrieben.

### Filialen
Im Februar 2014 betrieb das Unternehmen 1006 Filialen. Ende 2017 waren es noch insgesamt 889 Filialen, wovon 348 Abercrombie- und 541 Hollister-Filialen waren. Neben den Filialen in Nordamerika, wo das Unternehmen neben dem Hauptmarkt Vereinigte Staaten auch in Kanada und Mexiko vertreten ist, betreibt das Unternehmen unter den Marken Abercrombie & Fitch und Abercromie & Fitch kids 20 Filialen in Asien, 18 in Europa sowie 9 im Nahen Osten.
Im deutschsprachigen Raum gibt es Filialen in Frankfurt, Hamburg, Weil am Rhein und Oberhausen sowie Outlets in Wolfsburg und Zweibrücken. Die Filiale in Düsseldorf wurde 2020, die in München Anfang 2021 geschlossen. Ende 2021 eröffnete die Filiale in Berlin.

### Vertriebswege
Das deutsche Markenrecht schützt die exklusiven Vertriebswege, so dass der Weiterverkauf von Markenprodukten eine Markenverletzung sein kann. Darauf basieren zahlreiche Abmahnungen, mit denen das Unternehmen in Europa gegen Wiederverkäufer vorging, als die Marke noch nicht selbst auf dem europäischen Markt aktiv war.
Von 1988 bis 2005 verkaufte das Hamburger Unternehmen Peek & Cloppenburg Kleidung unter dem Markennamen Abercrombi & Fitch, stellte den Verkauf aber auf Druck von Abercrombie & Fitch ein. Im Juni 2013 verkaufte Real Kleidungsstücke von Abercrombie & Fitch und Hollister in seinen Filialen in Deutschland.

## Merkmale
Ein Merkmal von Abercrombie-&-Fitch-Kleidung ist der Elch. Stilbildend sind die Fotoserien von Bruce Weber im Katalog, der das Erscheinungsbild der Marke prägt.

## Kritik
2003 wurde Abercrombie & Fitch wegen Rassismus verklagt. Im November 2004 endete das Verfahren, und das Unternehmen zahlte den 10.000 Betroffenen insgesamt 40 Millionen Dollar. Die Personen sollen bei ihrer Bewerbung benachteiligt worden sein, da bei dem Unternehmen fast ausschließlich Weiße arbeiteten. Zur Einigung gehörten auch gleichberechtigungsfördernde Vereinbarungen.
2003 bezahlte das Unternehmen 2,2 Millionen Dollar an 11.000 ehemalige Mitarbeiter, die die Kleidung des Unternehmens als Arbeitskleidung kaufen mussten und deren Stundenlöhne deswegen teilweise unter dem gesetzlichen Mindestlohn lagen. Abercrombie & Fitch verpflichtete sich, dies zukünftig zu unterlassen.
2006 geriet das Unternehmen in Kritik, als Michael Jeffries in einem Interview sagte, dass „unsere Mode nur für coole, gut aussehende Personen gedacht ist.“ Diese Aussage und die Tatsache, dass Frauenkleidung nur bis Größe L (in Europa: 40) verfügbar ist, wurden z. T. als diskriminierend aufgefasst. Für männliche Kunden bietet Abercrombie & Fitch Kleidung in XL und XXL.
Im Londoner Flagshipstore wurde eine Angestellte mit Unterarmprothese von Mitarbeitern des „visual teams“, die für „ästhetische Angelegenheiten“ zuständig sind, in das Lager versetzt. Das Unternehmen wurde deswegen zur Zahlung einer Entschädigung verurteilt.
Im September 2009 wurde das Unternehmen wegen Diskriminierung zu 115.264 Dollar Geldstrafe verurteilt, weil einem autistischen Mädchen die Hilfe durch seine Schwester in der Umkleidekabine untersagt wurde.
Im November 2009 wurde Abercrombie & Fitch vom International Labor Rights-Forum in die Sweatshop Hall of Shame 2010 aufgenommen. Dem Unternehmen wird vorgeworfen, Kleidung durch Kinderarbeit auf den Philippinen für einen niedrigen Lohn und unter menschenrechtsverletzenden Arbeitsbedingungen herzustellen.
Im August 2011 wurde bekannt, dass das Unternehmen Darstellern der Reality-Show Jersey Shore Geld dafür geboten hatte, keine Kleidung der Marke mehr zu tragen.
Im April 2013 recherchierte das Wirtschaftsmagazin Plusminus über die Arbeitsbedingungen im indischen Bangalore, unter denen Produkte für das Unternehmen hergestellt werden. Aufnahmen bei einem Hersteller, der gemäß eigenen Angaben u. a. für Abercrombie & Fitch produziert, zeigen ein unhygienisches Arbeitsumfeld und wie ungeschützte Arbeiter mit falsch gelagerten Chemikalien arbeiteten. Laut dem Leiter der Textilfabrik würden sich die Räume in den Sommermonaten auf über 45 Grad aufheizen. Arbeiter berichteten von Überstunden und ihrem Monatslohn von zirka 10.000 Rupien (etwa 145 Euro). Zudem würde den Arbeitern die gewerkschaftliche Organisierung verboten.
Mitte April 2013 untersuchte der TÜV Rheinland Kleidungsstücke von Abercrombie & Fitch und fand in einem Produkt krebserzeugendes Benzidin in einer Konzentration von über 100 Milligramm pro Kilogramm – mehr als dem Dreifachen des gesetzlichen Höchstwerts. Die Kleider waren laut einem Professor für Toxikologie „nicht verkehrsfähig“ und dürften „nicht verkauft werden“.
2013 wurde das Unternehmen kritisiert, weil fehlerhafte Kleidungsstücke nicht sozialen Einrichtungen gespendet, sondern verbrannt werden. Gemäß einem Modeanalysten will Abercrombie & Fitch „den Eindruck vermeiden, dass sich auch arme Leute diese Kleidungsstücke leisten können.“ Darauf formierte sich weltweiter Widerstand, und in sozialen Netzen riefen User dazu auf, Abercrombie-&-Fitch-Kleidungsstücke an Obdachlose zu verschenken.
Nach Beschwerden von Anwohnern und Passanten musste das Unternehmen den Parfümduft außerhalb seiner Filialen in München und Hamburg reduzieren.
Im Mai 2013 unterzeichneten das Unternehmen und Aldi, H&M und Zara und andere ein Abkommen zu mehr Sicherheit in der Modeproduktion Bangladeschs. Angeregt wurde die Initiative durch den Einsturz eines Fabrikgebäudes mit über 1.100 getöteten Menschen. Das verbindliche Abkommen sieht Verbesserungen im Brand- und Gebäudeschutz vor.
Im Juni 2014 wurde Abercrombie & Fitch vorgeworfen, die Konfektionsgröße Triple Zero anzubieten, was einer Bundweite von 58,5 Zentimeter entspräche. Abercrombie & Fitch dementierte den Vorwurf und berief sich darauf, dass es sich nicht um eine Neueinführung handle, sondern um einen Fehler in der Größentabelle. Jene Konfektionsgröße bietet Abercrombie & Fitch nach eigenen Angaben seit 2012 nicht mehr an. Der Vorfall zog ein großes Medienecho nach sich.
Außerdem wurde das Unternehmen wegen des Verkaufs von Push-up-Bikinis für Siebenjährige und String-Tangas für Zehnjährige kritisiert.
Im „Retail Report 2015“ des „American Customer Satisfaction Index (ACSI)“, bei dem 70.000 Kunden mehr als 300 Unternehmen bewerteten, erreichte Abercrombie & Fitch den letzten Platz und erzielte zudem den niedrigsten Zufriedenheitswert, der in der 22-jährigen Geschichte des Reports jemals gemessen wurde.

## Sonstiges
Bekannt wurde Abercrombie & Fitch durch den Howard-Hawks-Film Man’s Favorite Sport? (Ein Goldfisch an der Leine) von 1964 mit Rock Hudson und Paula Prentiss in den Hauptrollen. Hudson spielt darin einen Angestellten in der Angelabteilung von Abercrombie & Fitch, der, obwohl er selbst noch nie geangelt hat, erfolgreicher Autor eines Fachbuches über das Angeln ist. Geschickt konnte er dies geheim halten, bis sein Chef (John McGiver) seinen Helden eines Tages zu einem Angelwettbewerb anmeldet, um den Umsatz zu steigern.
Die Boygroup LFO veröffentlichte 1999 die Single Summer Girls, deren Text Abercrombie & Fitch sowohl in der Bridge als auch im Refrain des Liedes nennt.

## Filme
- Die Wahrheit über Abercrombie & Fitch. BR, Fernsehbeitrag in Kontrovers vom 30. Mai 2013
- Wolfgang Kerler, Vanessa Lünenschloß: Abercrombie & Fitch: Krebserzeugende Substanz in Damenoberteil. (Memento vom 13. April 2013 im Internet Archive) ARD, Fernsehbeitrag in PlusMinus vom 10. April 2013
- Abercrombie & Fitch: Aufstieg und Fall. Netflix, 2022.[43][44]